# Pokkén Tournament

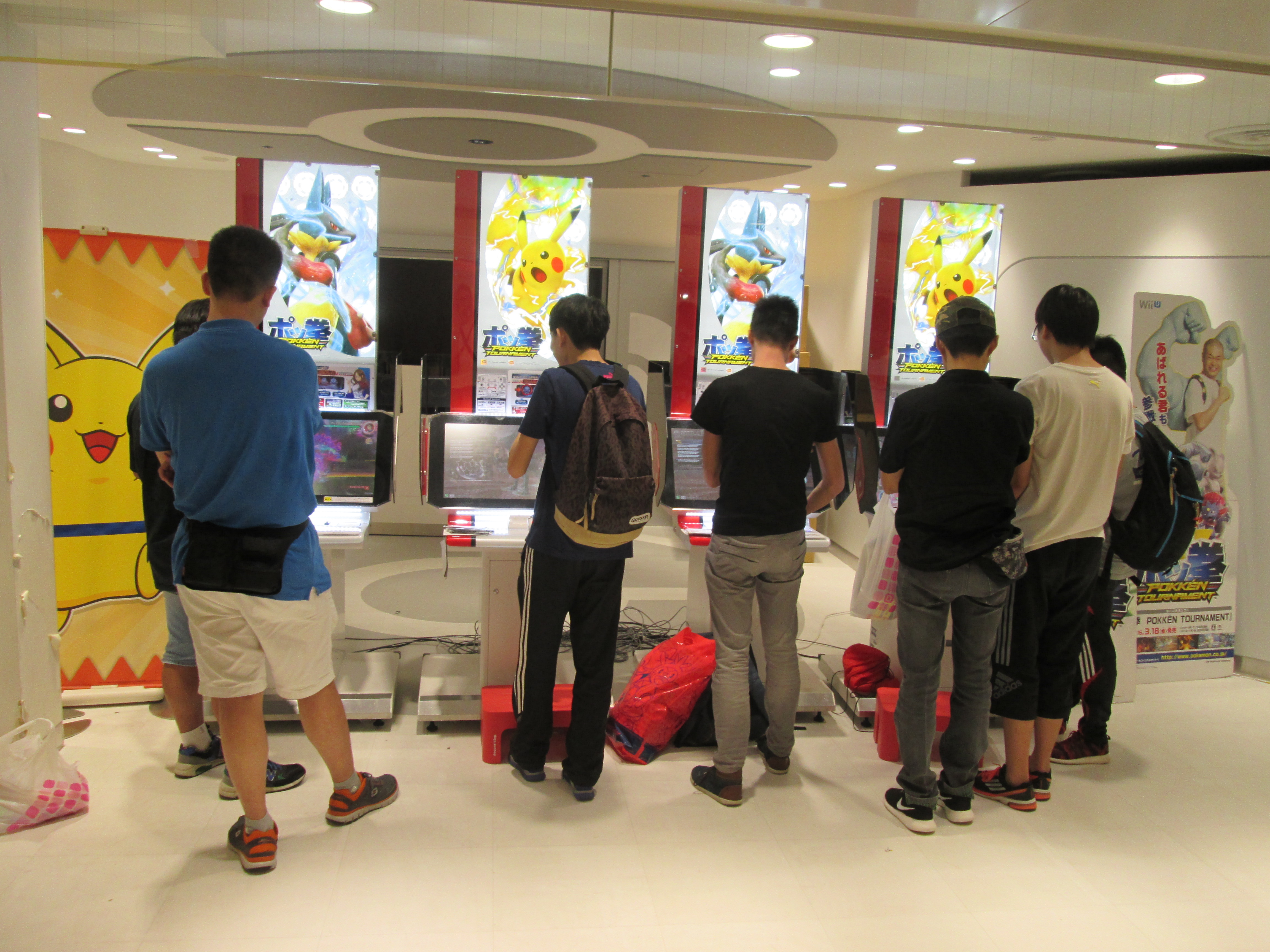
Persones jugant a Pokkén Tournament

Pokkén Tournament (ポッ拳 POKKÉN TOURNAMENT?) és un videojoc de lluita arcade desenvolupat per Bandai Namco games en col·laboració amb The Pokemon Company. El joc combina elements de jugabilitat del Tekken de Bandai Namco amb els personatges de la franquicia Pokémon. El seu llançament en màquines arcade recreatives japoneses va tenir lloc al juliol de 2015, a Wii U a la primavera de 2016 i a Nintendo Switch al setembre de 2017.

## General
Pokkén Tournament, és un joc de lluita similar als de la saga Tekken, en el que dos lluitadors combaten entre ells utilitzant diferents Pokémon. Està plantejat centrar la seva jugabilitat en l’acció, al contrari que al Tekken, permetent gaudir d’ell tant a jugadors aficionats com experts. Els jugadors poden realitzar moviments i tècniques pròpies dels jocs de Pokémon i realitzar megaevolucions.
Els personatges que es poden utilitzar són: Lucario, Gardevoir, Blaziken, Gengar, Machamp, Pikachu, Charizard, Suicune, Weavile, Sceptile, Pikachu Libre, Braixen, Mewtwo oscuro, Mewtwo, Garchomp, Chandelure.
Altres Pokémon apareixen com a part de l’escenari de batalla, entre ells estan: Butterfree, Jumpluff, Dugtrio, Staryu, Pidgey, Sharpedo i Wailord.